# Guettarda coxiana
Guettarda coxiana är en måreväxtart som beskrevs av Nathaniel Lord Britton. Guettarda coxiana ingår i släktet Guettarda och familjen måreväxter. Inga underarter finns listade i Catalogue of Life.